# Erysimum crepidifolium
Erysimum crepidifolium là một loài thực vật có hoa trong họ Cải. Loài này được Rchb. mô tả khoa học đầu tiên năm 1834.